# Chapelle doctrinale de Sora
La chapelle doctrinale de Sora est une chapelle située dans la municipalité de Sora, dans le département du Boyacá, en Colombie.

## Histoire
La chapelle est fondée en 1601. En 2008, l'édifice religieux est très dégradé par les ans et par les conditions climatiques. Le maire de Sora de l'époque, José Oil Pineda, fait alors savoir que les travaux de restauration pourraient coûter 1 500 millions de pesos. L'administration municipale et la paroisse ne peuvent effectuer de travaux sans l'aval du Ministère de la Culture, la chapelle étant classée monument national depuis la résolution 1686 du 1er décembre 2004.